# Gunillaberg

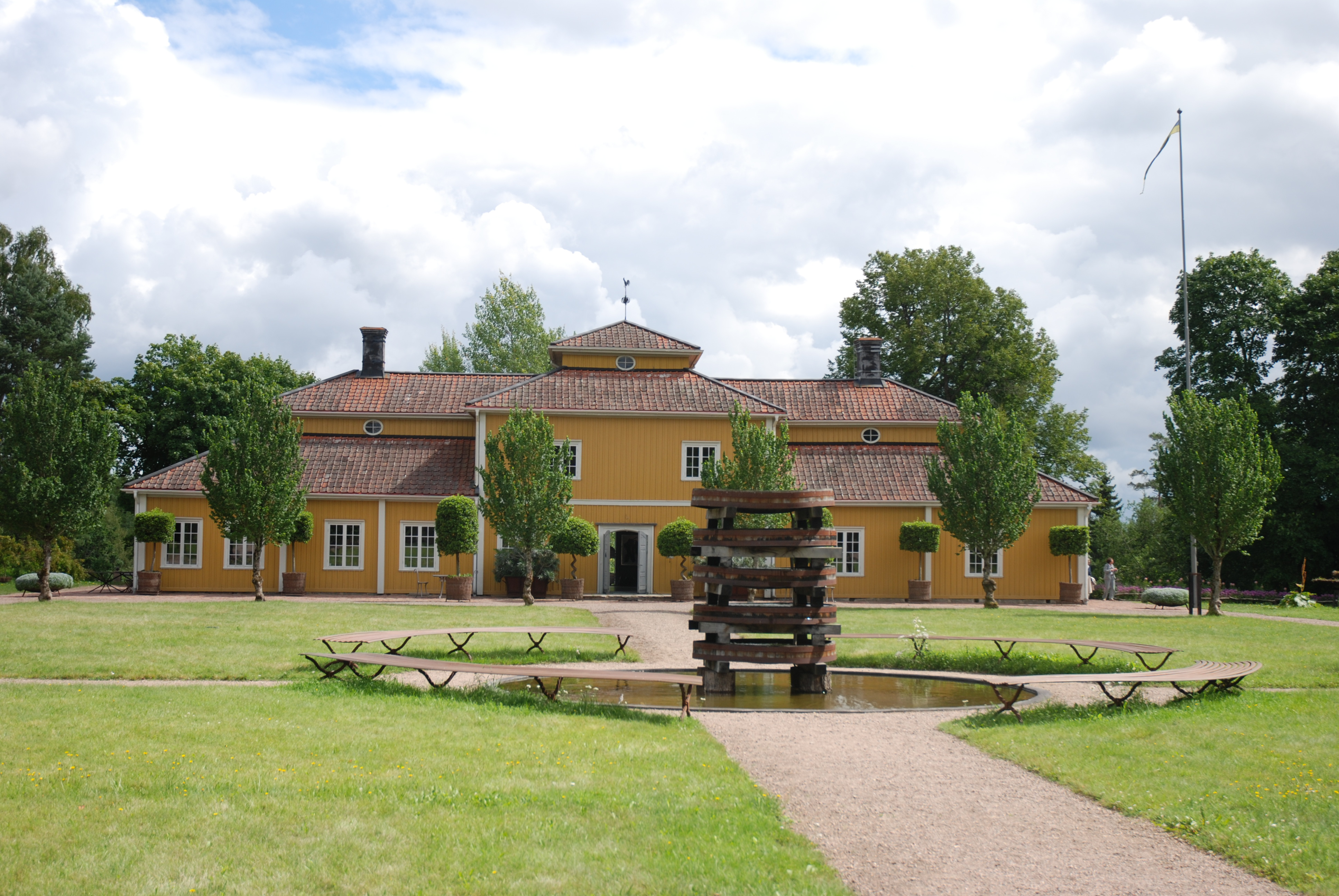
Infarten till Gunillaberg

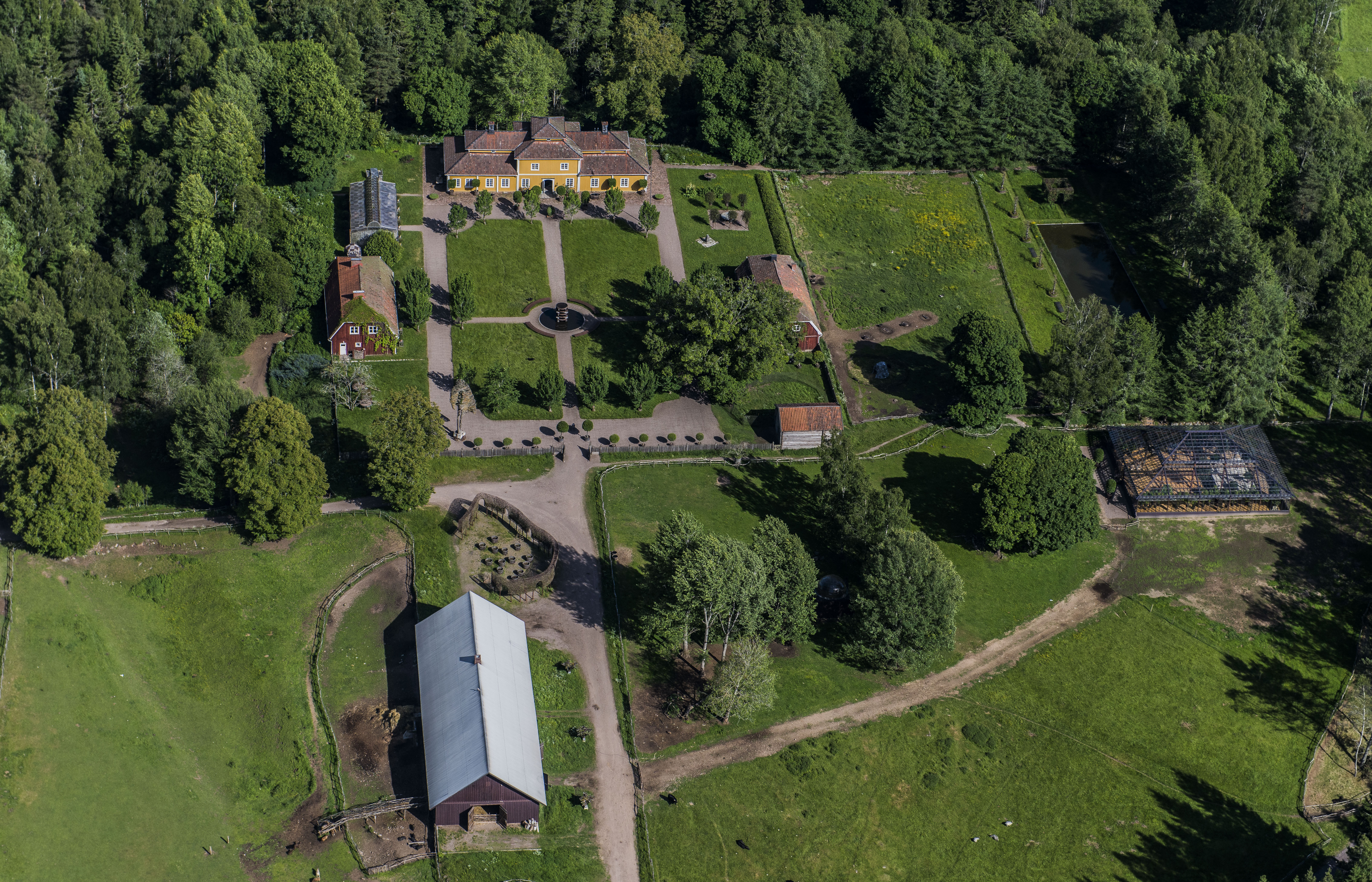
Gunillaberg från luften.

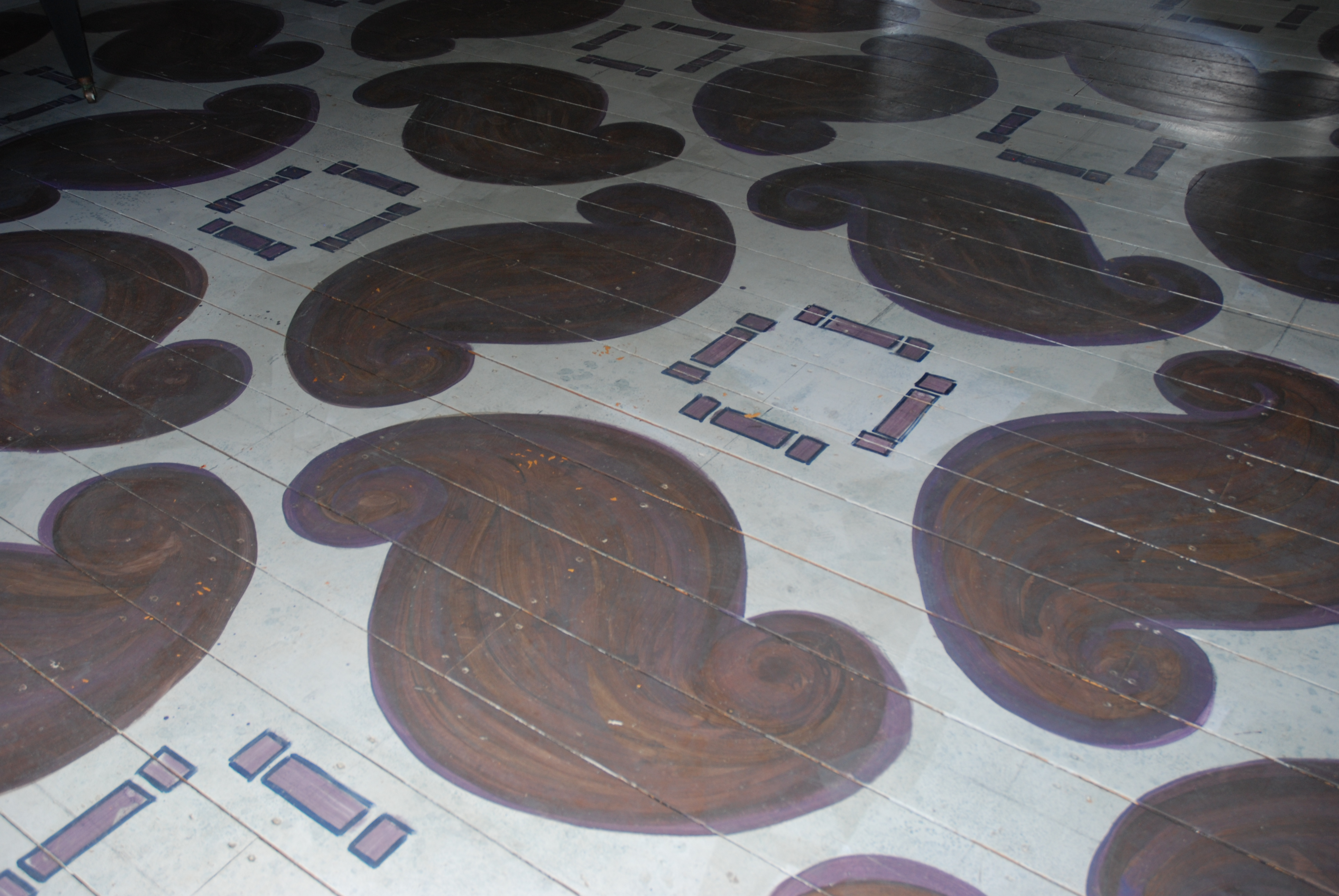
Målat hallgolv i huvudbyggnaden

Gunillaberg är en herrgård två kilometer söder om Bottnaryd i Bottnaryds socken i Jönköpings kommun i Småland.
Gunillabergs säteri uppfördes av dåvarande landshövdingen i Jönköpings län Johan Printz på 1660-talet. Namnet tog han efter sin mamma. Byggnaden är uppförd i timmer i karolinerstil med valmat tak och har väggmålningar från 1700-talets senare del. Gunillaberg  byggnadsminnesförklarades 1976.
Gunillaberg har ägts, efter släkten Printz, inom släkten Lilliecreutz. Gården ägs sedan 2008 av blomsterkonstnären  Tage Andersen. Gården är sedan 2009 öppen för allmänheten sommartid som en trädgårdspark och ett kulturcentrum.